# رستم آباشیدزه
رستم آباشیدزه (گرجی: როსტომ ომერის ძე აბაშიძე؛ زادهٔ ۲۳ فوریهٔ ۱۹۳۵) کشتی‌گیر فرنگی گرجی‌تبار اهل اتحاد جماهیر شوروی بود.
وی در مسابقات کشوری و بین‌المللی در مجموع برندهٔ ۳ مدال طلا شده‌است.